# آریل (فیلم)
آریل (انگلیسی: Ariel) فیلمی فنلاندی در ژانر درام به کارگردانی آکی کائوریسماکی است که در سال ۱۹۸۸ منتشر شد.